# Lorenzo Rodolfo Guibord Lévesque
Lorenzo Rodolfo Guibord Lévesque OFM (* 11. Dezember 1923 in Ottawa, Kanada; † 9. Mai 2007) war Apostolischer Vikar des Apostolischen Vikariats San José de Amazonas in der Region Loreto, Peru.

## Leben
Lorenzo Rodolfo Guibord Lévesque trat der Ordensgemeinschaft der Franziskaner (OFM) bei und empfing am 29. Juni 1950 die Priesterweihe.
1957 wurde er von Papst Pius XII. zum Weihbischof im Apostolischen Vikariat San José de Amazonas sowie zum Titularbischof von Lemfocta ernannt. 1969 wurde er zum Apostolischen Vikar von San José de Amazonas ernannt. 1998 wurde sein Verzicht auf die pastorale Leitung des Apostolischen Vikariates von San José de Amazonas durch Johannes Paul II. stattgegeben.

## Auszeichnungen und Ehrungen
- Medalla de Oro de Santo Toribio de Mogrovejo (Peru, 2002)